# Chabad Lubavitch
Chabad-Lubavitch (in ebraico חב"ד ליובאוויטש‎?) è un movimento ebraico diffuso a livello internazionale ed una ramificazione dell'ebraismo chassidico. Fondato da Shneur Zalman di Liadi nella Bielorussia del XVIII secolo come un'interpretazione differente della spiritualità e della filosofia chassidiche, a partire dal XX secolo Chabad si è trasformato in un'organizzazione imponente, con una propria struttura gerarchica e amministrativa. Il vertice del movimento e il suo centro principale si trovano nel quartiere di Crown Heights a Brooklyn, New York.

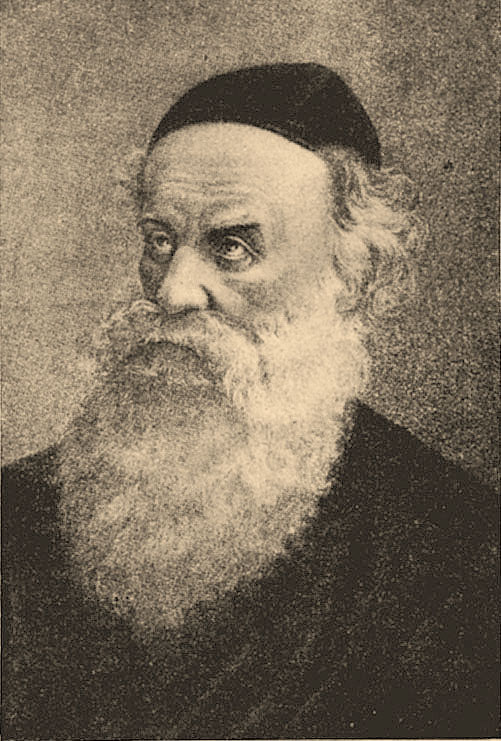
Ritratto di Shneur Zalman di Liadi (1745-1812), fondatore di Chabad e autore delle opere filosofiche Tanya e Shulchan Aruch HaRav.

Menachem Schneerson, settimo ed ultimo Rebbe di Chabad; data l'importanza centrale che ha avuto e continua ad avere per i suoi seguaci, da loro viene chiamato Lubavitcher Rebbe ("Rebbe di Lubavitch") o semplicemente Il Rebbe.

Chabad (in ebraico חב"ד‎?) è un acronimo ebraico di Chochmah, Binah, Da'at (in ebraico חָכְמָה, בִּינָה, דַּעַת‎?) che significano Saggezza, Comprensione e Conoscenza. Lubavitch è l'unica branca esistente di una famiglia di gruppi chassidici conosciuti un tempo collettivamente come Chabad: i nomi chabad e lubavitch vengono ora usati in maniera intercambiabile. Un membro dello Chabad può essere chiamato sia chabadnik (in ebraico חב"דניק‎?) che lubavitcher (in yiddish: ליובאוויטשער).
Questo movimento prese il nome da Ljubaviči, la città russa che gli servì da base per più d'un secolo. Conta oltre 200.000 membri, e circa un milione di ebrei partecipano a funzioni Chabad almeno una volta all'anno. Gli aderenti a questo movimento religioso seguono le tradizioni Chabad e le funzioni rituali e di preghiera (Nusach Ari) basate sulla Kabbalah di Isaac Luria. Come "chassidim" (plur. di chassid = pio), adottano la filosofia chassidica (Chassidus) di Israel ben Eliezer.
Fondato nel tardo XVIII secolo da Shneur Zalman di Liadi, Chabad-Lubavitch ha avuto sette capi religiosi, chiamati rebbe. Menachem Mendel Schneerson succedette a suo suocero, Yosef Yitzchok Schneersohn nel 1950, diventando il settimo leader del movimento, posizione che ha tenuto fino alla morte nel 1994.
Attualmente il movimento Chabad-Lubavitch amministra migliaia di centri in tutto il mondo, comunità ebraiche, sinagoghe e scuole, fornendo assistenza e attività educative agli ebrei che ne necessitino.
Chabad ha ricevuto sfortunata attenzione nell'ambito dell'attacco terrorista di Mumbai del novembre 2008.vedi sotto Uno dei luoghi prescelti dai terroristi è stato il Centro Assistenziale Chabad, dove il rabbino e sua moglie sono stati assassinati insieme ad altri.

## Filosofia Chabad
Il fondatore della filosofia Chabad, il rabbino Shneur Zalman di Liadi, sviluppò un sistema intellettuale e un approccio al giudaismo intesi a ribattere la critica che il Chassidismo fosse anti-intellettuale. Tramite un metodo parzialmente basato sulla Kabbalah, la filosofia Chabad fornisce un sistema per la comprensione divina.
La filosofia Chabad incorpora gli insegnamenti della Kabbalah quale mezzo per gestire la propria vita e la propria psiche. Insegna che ogni aspetto del mondo esiste solo attraverso l'intervento divino. Usando un approccio intellettuale e profonde meditazioni, Chabad spiega come ciascuno possa ottenere il controllo completo delle proprie inclinazioni.
Staccandosi dallo Chassidismo iniziale, la filosofia Chabad eleva la mente al di sopra delle emozioni.

### "Chabad"
Secondo la Tanya, l'intelletto consiste di tre processi interconnessi: Chochma (saggezza), Bina (comprensione), e Da'at (conoscenza). Mentre altre ramificazioni del Chassidismo si focalizzano principalmente sull'idea che "Dio desidera il cuore" il rabbino Shneur Zalman affermava che Dio desidera anche la mente e che, senza la mente, il cuore è inutile. Con la filosofia Chabad Zalman ha elevato la mente al di sopra del cuore, asserendo che "...la comprensione è madre del... timore di Dio e dell'amore per Dio. Questi sentimenti nascono dalla conoscenza e dalla profonda contemplazione della grandezza divina."
Secondo Jonathan Sacks nel sistema di Rabbi Shneur Zalman Chochma rappresenta "la creazione nella sua prima potenzialità: l'idea di un mondo finito come fu prima concepito dalla mente divina. Binah è l'idea concepita nel suo dettaglio, il risultato della contemplazione. Da'at è, per così dire, l'impegno alla creazione, la fase in cui l'idea diventa intenzione attiva." Mentre nella Kabbalah esistono livelli di santità, definiti chiaramente, nella filosofia Chabad essi sono basati sulla mondanità della propria vita interiore. Cosicché, in realtà – secondo l'analogia Chabad, Chochma è la nascita di un'idea nella mente, Binah è la contemplazione e Da'at è l'inizio dell'attuazione di un'idea. Sacks sostiene che ciò ha fornito una formulazione psicologica che ha permesso al religioso Chassid di corroborare il suo pensiero mistico. "Questa è stata un'evoluzione importante poiché colmare il divario tra l'introspezione spirituale e il comportamento quotidiano è sempre stato un problema per il misticismo ebraico."
La filosofia Chabad afferma che l'uomo non è né statico e passivo né dipendente da altri per potersi unire a Dio. Shneur Zalman rifiutò qualsiasi idea di nascita aristocratica e di elitismo – sosteneva invece la meritocrazia, dove tutti sono capaci di crescere: ogni ebreo – a suo parere - è in grado di diventare uno Tzadik.
Il movimento Chabad può essere contrapposto alla scuola chassidica Chagat (Chesed, Gevurah, Tiferet). Mentre tutti i Chassidim pongono una certa attenzione alle emozioni, lo Chagat vede le emozioni come una reazione a stimoli fisici come il ballare, il cantare o la bellezza. Shneur Zalman invece insegnava che le emozioni devono essere guidate dalla mente e perciò il centro del pensiero Chabad è lo studio della Torah e la preghiera piuttosto che l'esoterismo e la canzone. Come talmudista Shneur Zalman intendeva porre la Kabbalah e il Chassidismo su una base razionale. Nella sua opera principale, la Tanya, egli definisce la sua impostazione come "מוח שליט על הלב" ("il cervello regola il cuore").

### Tanya
Il Tanya, libro principale di Shneur Zalman, è il primo trattato sistematico di filosofia morale chassidica e stabilisce le sue fondamenta metafisiche. Il nome originale del primo libro è Sefer Shel Beinonim, il "Libro degli Intermedi", conosciuto anche come Likutei Amarim--"Raccolta di detti". Lo Sefer Shel Beinonim analizza il conflitto interiore dell'individuo e la via per risolverlo. Tale filosofia si basa sulla nozione che l'uomo stesso non è malvagio; ogni individuo ha in sé un conflitto caratterizzato da due inclinazioni differenti, il bene ed il male.
Alcuni sostengono che la moderazione e la sintesi di Shneur Zalman ha salvato il chassidismo dal diventare un movimento separatista ebraico, mantenendolo così nell'ortodossia. Avrum Erlich scrive: "Shneur Zalman è stato strumento di preservazione per il movimento chassidico, mantenendolo nel ebraismo ortodosso. Ha permesso a quei chassidim propensi al misticismo di familiarizzare nuovamente con la scolastica tradizionale e con la stretta osservanza halakhica ove altre scuole chassidiche erano a volte meno esigenti. Shneur Zalman ha inoltre dato l'opportunità a tradizionalisti e studiosi di accedere allo spirito chassidico e alla sua integrità interiore senza tradire le rispettive fedeltà intellettuali."

### Studio della Torah

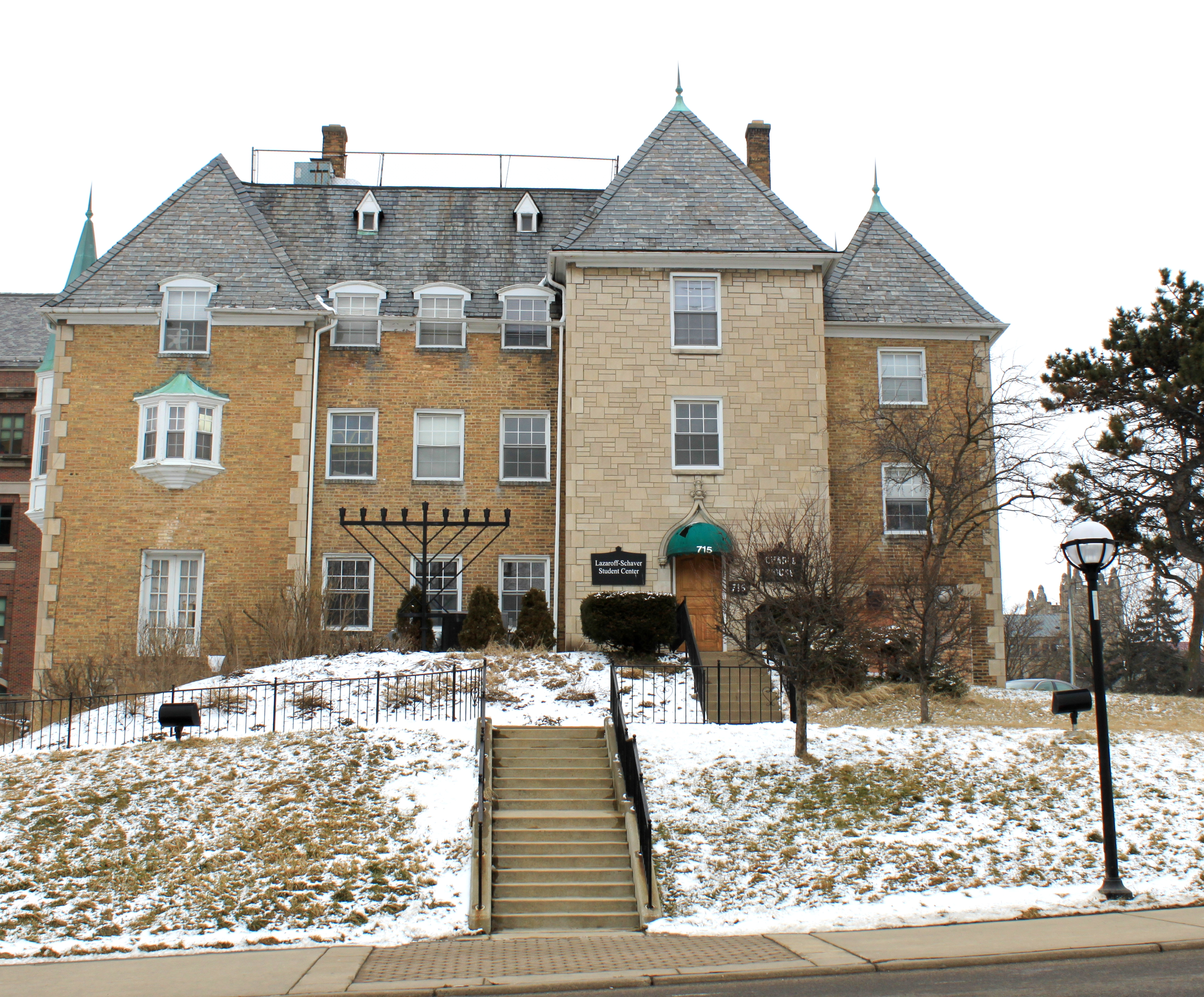
Casa Chabad ad Ann Arbor, nel Michigan.

Shneur Zalman si opponeva alla percezione prevalente nei primi anni del chassidismo: il movimento trascurava lo studio talmudico per concentrarsi troppo sulla mistica e l'oscurantismo. Egli sosteneva che la Kabbalah senza lo studio talmudico fosse sterile. – persino pericoloso. Senza lo studio del Talmud, argomentava, la mente non può mai elevarsi – e se la mente non si eleva, l'anima appassisce. D'altra parte Zalman asseriva che, mentre la Torah doveva essere il centro di tutti gli studi, era anche importante integrare gli insegnamenti della Torah nella vita di ognuno. In una lettera al rabbino Joshua Zeitlin di Shklow Shneur Zalman ebbe a scrivere: "Anche i chassidim riservano tempo allo studio. La differenza tra loro ed i Misnagdim: gli ultimi riservano tempo allo studio e sono quindi limitati nel tempo, mentre i primi fanno della Torah ragione di vita."
Shneur Zalman insegnava che la Torah deve essere studiata con gioia; studiarla senza gioia è brutto e criticato. Fornì una metafora: quando una mitzvah è realizzata, un angelo viene creato. Ma se la mitzvah è priva di gioia, allora anche l'angelo è sconsolato. Quindi, mentre Shneur Zalman raccomandava che il Chassidismo si concentrasse sulla scolastica tradizionale ebraica piuttosto che sul misticismo, egli insisteva anche che ciò dovesse venir fatto con zelo e gioia.

### Ruolo delRebbe
Nelle sue prime formulazioni, il pensiero chassidico poneva il Rebbe (capo chassidico, in questo contesto) su un piano superiore a quello di una persona normale. Un rebbe era più vicino a Dio, le sue preghiere più gradite e quindi il chassid doveva far in modo di associarsi al rebbe per essere indirettamente più vicino a Dio. Il rebbe doveva essere esempio vivente di perfezione e doveva pensare a coltivare l'intellettualismo così da beneficiarne i seguaci. Secondo Sacks il Chabad sottolineava la responsabilità individuale di ogni ebreo: "Il rebbe... diventò sempre più insegnante e consigliere, riconoscendo la vocazione di ciascuno dei suoi seguaci, guidandoli verso di essa, scoprendo le loro abilità e godendo dei loro successi." Shneur Zalman si dedicò a formare i suoi seguaci per farli diventare autonomi spiritualmente, esortandoli a far riferimento ai rispettivi rebbe per istruzione piuttosto che per intercedere verso Dio, per miracoli o benedizioni, sebbene non insegnasse che il rebbe non possa avere gli stessi poteri affermati da altri gruppi.

### Ruolo delChassid
Il chassidismo tradizionale richiedeva che ogni chassid partecipasse personalmente alla diffusione della Torah e del Giudaismo nella propria area e cercasse di farne beneficiare gli altri ebrei. Il rabbino Sholom Dovber Schneersohn asserì: Chassid è colui che si nega a beneficio di un altro. Inoltre il Chabad richiede pnimiyut (interiorità): non si deve agire superficialmente, come per semplice atto di fede, ma piuttosto con una convinzione interiore.

### Filosofia di Schneersohn

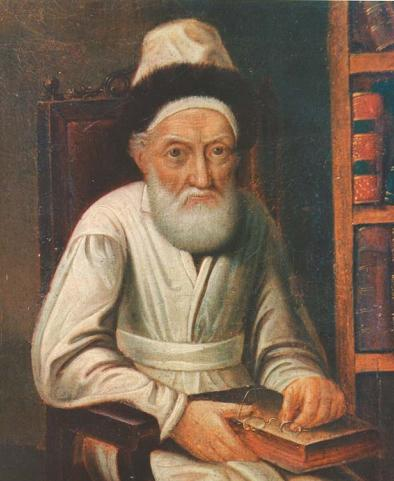
Il terzo rebbe Lubavitch: Menachem Mendel Schneersohn.

Il rabbino Menachem Mendel Schneerson si dedicò, nei suoi scritti e lezioni, ad ottenere unità dagli opposti. Cercò di unire gli aspetti mondani della società con gli aspetti “divini” del mondo. Schneerson sottolineò il concetto del dover creare una sede per Dio su questa terra. Conseguentemente si adoperò a congiungere il mondo moderno con gli insegnamenti del Giudaismo. Sentiva che il mondo non era in contraddizione con la parola divina e che si doveva farne parte integrante piuttosto che appartarsi.
Schneerson insegnava che la tecnologia moderna non ostacolava la spiritualità. Per questo motivo Chabad ha usato consistentemente la tecnologia moderna per diffondere il Giudaismo e il pensiero ebraico. Sin dai suoi albori Chabad ha usato la radio ed in seguito la televisione, le connessioni satellitari e internet per divulgare il suo messaggio.

#### Ruolo delrebbe
Schneerson sosteneva il concetto Chabad di un rebbe visto come "anima collettiva", che legava i suoi discepoli a Dio. In una lettera scritta diversi mesi dopo la morte di suo suocero e predecessore, il rabbino Yosef Yitzchok Schneersohn, Schneerson scrive che il ruolo del Rebbe è di sviluppare le menti e i cuori e stimolare la fede dei propri seguaci.

#### Politiche
Schneerson prese una posizione molto difensiva in merito al conflitto arabo-israeliano. Affermava che, nell'ambito della legge ebraica, qualsiasi concessione territoriale da parte di Israele avrebbe messo in pericolo le vite di tutti gli ebrei nella Terra di Israele ed era quindi proibita. Insisteva inoltre che persino il discutere della possibilità di tali concessioni dimostrava debolezza e avrebbe incoraggiato attacchi arabi mettendo quindi in pericolo le vite ebraiche.
Nella politica interna statunitense Schneerson appoggiava il coinvolgimento governativo nell'istruzione, felice della costituzione nel 1980 del Dipartimento dell'Istruzione degli Stati Uniti, ma insisteva che parte della missione educativa scolastica fosse l'inculcare nei bambini i valori religiosi inerenti alle Sette Leggi di Noè. Richiese anche l'introduzione di un Momento di silenzio all'inizio della giornata scolastica, incoraggiando gli studenti ad usare tale momento per migliorare i propri pensieri e pregare nella maniera più appropriata, consigliata dai genitori.

#### L'arrivo del Messia
Schneerson si sentì profondamente ispirato ad "accelerare la venuta del Messia". Sempre più frequentemente, nel corso di quasi mezzo secolo, venne a ripetere che l'arrivo del Messia era imminente. Istruì i suoi seguaci a divenire attivi nel kiruv – con lo scopo di educare gli ebrei non-ortodossi a pratiche ortodosse. Tale approccio missionario venne conosciuto come Ufaratzta (da Genesi 28:14), una parola ebraica che significa "vi spargerete", per implorare i suoi seguaci a far avvicinare i tempi messianici col diffondere l'osservanza ebraica.

## Storia di Lubavitch

### I rebbe di Lubavitch
Il movimento iniziò in Bielorussia nell'Europa orientale, che allora faceva parte della Russia imperiale sotto gli Zar. Chabad rimanda le proprie radici agli inizi dello Chassidismo.
- Rabbi[32]Shneur Zalman di Liadi (1745–1812), fu il più giovane studente del rabbino Dovber di Mezeritch e fondò la dinastia Chabad. Conosciuto anche con l'appellativo Alter Rebbe, definì la direzione del suo movimento e influenzò lo Chassidismo con le sue due opere più famose: la Tanya e il Shulchan Aruch HaRav. Tanya è primariamente un'opera mistica e spiega la Zohar. Shulchan Aruch HaRav è un trattato autoritativo sulla legge giudaica (o Halakha) per gli chassidim. I nomi "Schneersohn" e "Schneerson" iniziarono come patronimici dei discendenti del rabbino Shneur Zalman. La prima forma di questo nome fu infatti "Shneuri" (ebraico per "[figlio] di Shneur"). Poi fu cambiato in "Schneersohn".
- Rabbi Dovber Schneuri (1773–1827), figlio di Rabbi Shneur Zalman e chiamato anche "Il Mitteler Rebbe". Fu autore di molte opere famose, che tendevano a categorizzare e rendere accessibili le pratiche mistiche, specialmente i vari stati meditativi della preghiera. Il suo magnum opus fu Sha'ar HaYichud, che vuole spiegare sistematicamente il concetto dell'unità di Dio con l'Universo.

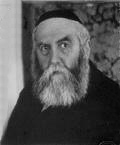
Yosef Yitzchok Schneersohn, uno dei precedenti rebbe di Lubavitch

- Rabbi Menachem Mendel Schneersohn (1789–1866), nipote di Rabbi Shneur Zalman e genero di Dovber, noto per i suoi responsa intitolati Tzemach Tzedek. Fu il principale posek chassidico del suo tempo e scrisse numerosi trattati mistici. Fu politicamente attivo nell'opporsi all'Haskalah in Russia e a tale scopo si alleò con Rabbi Yitzchok di Volozhin, importante leader dei misnagdim[26].
- Rabbi Shmuel Schneersohn (1834–1882), figlio minore di Rabbi Menachem Mendel, conosciuto come "Il Rebbe Maharash". Il suo detto più famoso fu Lechatchile ariber — non ti preoccupare di aggirare o infilarti sotto gli ostacoli: vacci direttamente sopra. ( Sefer HaToldos Admur Maharash, su sichosinenglish.org. URL consultato l'8 marzo 2008 (archiviato dall'url originale il 22 aprile 2008).) Fu politicamente attivo nel difendere gli interessi ebraici contro elementi antisemiti del governo zarista.[33]
- Rabbi Sholom Dovber Schneersohn (1860–1920), figlio di Shmuel, conosciuto come "Il Rebbe Rashab". Noto per aver fondato la rete di yeshivot Tomchei Temimim e per la sua opposizione al Sionismo secolare e politico-religioso. I suoi saggi sulla Chassidus (Ma'amorim) sono opere chassidiche classiche, studiate in tutte le yeshiva Chabad come introduzione alla Chasidus.
- Rabbi Yosef Yitzchok Schneersohn (1880–1950), figlio unico di Sholom Dovber, conosciuto come "Rebbe Rayatz" o il "Frierdiker Rebbe" (Precedente Rebbe). Fu il primo rebbe Lubavitch degli Stati Uniti. Seguendo la tradizione dei suoi predecessori, scrisse lunghi ma'amorim, ma si dedicò anche molto a semplici ma'amorim adatti a principianti. Tenne un diario sul quale registrò storie chassidiche che aveva avuto modo di ascoltare; numerosi estratti del diario sono stati pubblicati e sono fonte importante di storia chassidica in generale e di quella Chabad in particolare.
- Rabbi Menachem Mendel Schneerson[34] (1902–1994), sesto in linea paterna da Menachem Mendel e genero di Yosef Yitzchok Schneersohn. Ebbe successo nell'espandere i ranghi dello Chabad e diffondere il Giudaismo ortodosso in generale. Anche dopo la sua morte, è venerato come Capo del movimento Chabad.

Shneur Zalman di Liadi è stato il fondatore della scuola chassidica Chabad-Lubavitch. Si coinvolse nei primi movimenti chassidici, sebbene avesse avuto in gioventù una formazione talmudica tradizionale. Si distinse come uno dei migliori e più giovani discepoli di Rabbi Dovber di Mezeritch, primo discepolo e successore del fondatore del Chassidismo, fu nominato rabbino della città di Liadi e diventò rebbe di Liozna, con un numeroso seguito di fedeli. Col tempo il movimento Chabad si allargò formando gruppi dinastici in città come Ljubaviči, Ljady e Kopys'. Differenze dottrinali tra questi gruppi furono minime. Dagli inizi del XX secolo le altre dinastie si sono estinte e solo la dinastia Lubavitch rimane come gruppo coesivo, coi termini "Chabad" e "Lubavitch" usati in maniera intercambiabile, sia nell'ambito del movimento che fuori di esso.

### Shneur Zalman di Liadi

Bielorussia, dove nacque il movimento Chabad-Lubavitch

Zalman divenne non solo il capo del suo stesso movimento chassidico ma anche una figura prominente del Chassidismo in generale, soprattutto grazie alle sue opere filosofiche. Fu il primo a codificare la filosofia chassidica in maniera comprensiva ed a mettere per iscritto i relativi usi e costumi ed alcune 'Halakhot. Fu il più importante esponente del Chassidismo del suo tempo e influenzò profondamente tale movimento. Allontanò il movimento dall'oscurantismo e lo portò verso forme più tradizionali di studio. Chabad come scuola di pensiero cambiò il Chassidismo e ciò diede al movimento Chabad fama e prestigio.
Zalman fu arrestato due volte dalle autorità russe col sospetto di sedizione o di essere una spia - i particolari esatti rimangono tuttora contenziosi sebbene le accuse fossero sicuramente false.
Appoggiò lo zar contro Napoleone durante l'invasione francese della Russia (1812) affermando che l'emancipazione degli ebrei avrebbe portato ad un rilassamento dell'osservanza religiosa. Prima della sua morte nel 1812, mentre fuggiva da Napoleone, lasciò irrisolta la questione della successione.

### Dovber Schneuri
Schneuri si spostò a Ljubaviči coi seguaci che lo scelsero come leader. Lì stabilì una Yeshiva, tra le prime del movimento chassidico.
Come suo padre, anch'egli fu arrestato nel 1828. DovBer iniziò una campagna (nel 1822, o nel 1823) per spronare gli ebrei ad imparare professioni utili. Continuò sulla strada filosofica paterna incoraggiando lo studio della Kabbalah insieme ai testi tradizionali halakhici. Servì come rebbe per 15 anni e morì nel 1827.

### Menachem Mendel Schneersohn
La figlia di Dovber, Chaya Mushka, nata nel 1789, sposò nel 1806 il suo primo cugino Menachem Mendel Schneersohn, nipote dell'Alter Rebbe (e anche lui nato nel 1789), che divenne il candidato favorito a succedere Dovber. Altri candidati includevano il figlio di Dovber, Menachem-Nachum Schneuri, e il cognato di Dovber, Chaim-Avraham Boruchovitch, che era anche genero di Schneur Zalman. Menachm Mendel divenne rebbe nel 1831 dopo tre anni di conflitti per la successione e gli venne dato l'appellativo Tzemach Tzedek, titolo dei suoi responsa, che in ebraico è anche l'equivalente numerico di “Menachem Mendel”. Fu attivo nell'opporsi agli ebrei dell'Haskalah (ebrei dell'Illuminismo: maskilim). Come rappresaglia i maskilim lo denigrarono col governo parecchie volte negli anni 1840-1842. Purtuttavia i suoi apprezzati servizi allo stato gli procurarono il titolo di "cittadino onorario ereditario". Servì in qualità di rebbe per 35 anni, fino alla morte nel 1866. È sepolto a Ljubaviči.

### Shmuel Schneersohn
Shmuel Schneersohn, settimo figlio di Menachem Mendel, prese il posto del padre alla sua morte e servì come rebbe del movimento fino alla propria morte nel 1882. Come capo di un importante raggruppamento chassidico divenne molto attivo nel combattere decreti antisemiti e pogrom in Russia e altrove. Per questi motivi viaggiò spesso in posti come San Pietroburgo, Kiev, Francia e Germania.

### Sholom Dovber Schneersohn
Sholom Dovber Schneersohn, quale figlio più giovane di Shmuel Schneersohn, non si aspettava di essere eletto successore del padre poiché toccava al fratello maggiore Zalman Aharon. Sholom Dovber diventò noto per aver interceduto a favore degli ebrei in diverse situazioni tra le quali le May Laws (Leggi di maggio) e fu eletto rebbe nel 1892. Nel 1897 fondò la yeshiva Tomchei Temimim.
Fu molto critico del Sionismo secolare e propose che gli ebrei aumentassero la loro partecipazione nell'agricoltura e nelle fabbriche. Tenne il movimento Lubavitch fuori dell'Unione Mondiale Ebraica (Aguda) quando si formò nel 1912. Morì nel 1920 dopo 30 anni di servizio per Lubavitch.

### Yosef Yitzchok Schneersohn
Yosef Yitzchok Schneersohn, figlio unico di Sholom Dovber, prese le redini del movimento alla morte del padre e lo diresse fino alla propria morte nel 1950. Combatté contro i Bolscevichi cercando di preservare la vita ebraica in Russia. Nel 1927 fu arrestato e incarcerato nella prigione di Spalerno in Leningrado, poi condannato a morte per aver promosso il Giudaismo nell'Unione Sovietica. A seguito di proteste internazionali fu graziato e compì un giro del mondo agli inizi degli anni 1930. Ritornò a Varsavia nel 1934, deluso dal secolarismo statunitense. Rimase a Varsavia coi suoi chassidim fino al 1940 e l'invasione della città da parte nazista. Seguì una disperata battaglia per salvargli la vita e alla fine gli fu garantita l'immunità diplomatica. Arrivò a New York nel marzo 1940, presumibilmente con l'aiuto dell'Ammiraglio Wilhelm Canaris. Gran parte del sistema di yeshiva Chabad fu distrutto dai vari governi Bolscevichi e dall'invasione nazista del 1941 anche con l'uccisione di molti suoi studenti.
I suoi dieci anni a New York gettarono le radici per l'opera assistenziale e missionaria di Lubavitch, come anche la spinta messianica che fu poi proseguita da suo genero e successore Menachem Mendel Schneerson. Nel 1948, dietro sue specifiche istruzioni, Kfar Chabad fu fondata in Israele.

#### Successione

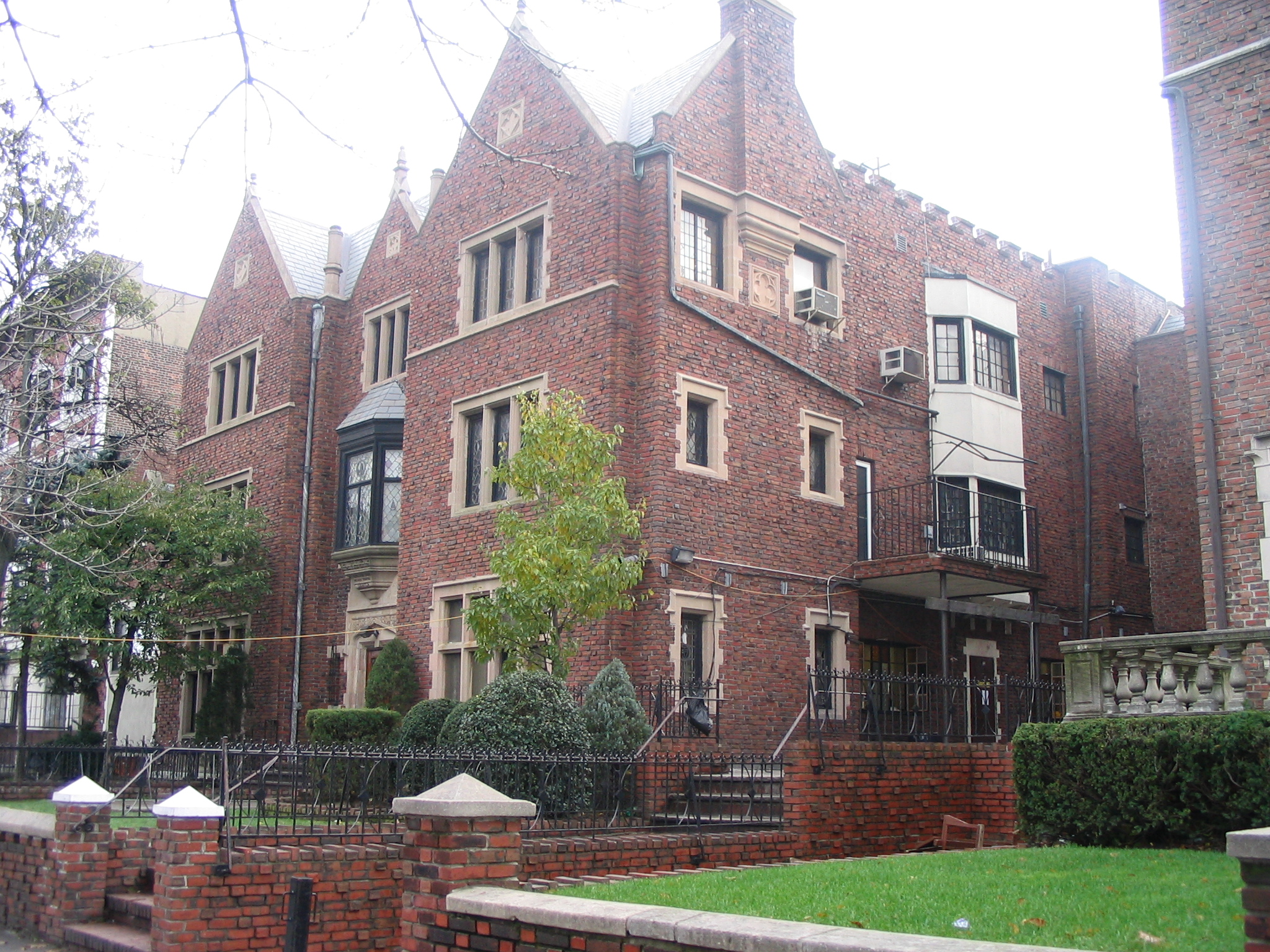
Quartier generale di Chabad-Lubavitch a Brooklyn, 770 Eastern Parkway.

Yosef Yitzchok Schneersohn aveva tre figlie, la maggiore, Chana, sposò Rabbi Shemaryahu Gurary. La seconda, Chaya Mushka Schneerson, sposò Menachem Mendel Schneerson. La più giovane sposò Mendel Hornstein e morì con lui nella Shoah. Schneerson e Gurary divennero candidati per la successione alla morte di Yosef Yitzchak. Dopo aver rifiutato per un anno, Schneerson alla fine accettò la leadership e trasformò il movimento da una setta chassidica discretamente prominente a una grande organizzazione presente in tutto il mondo.
Menachem Mendel Schneerson, che aveva vissuto a Berlino e Parigi dal 1933, fuggì da Parigi via Nizza nel 1941 e raggiunse il suocero a Crown Heights, in Brooklyn (New York). Il quartier generale del movimento Chabad si trova all'indirizzo di 770 Eastern Parkway, nel quartiere di Crown Heights (Brooklyn), e viene citato come "770" dai membri di Chabad. Dal momento della nomina a capo del movimento nel 1951, a parte due brevi visite ad un campo giovani fuori città e visite mensili alla tomba del suo predecessore Yosef Yitzchok Schneersohn, il Rebbe non ha mai lasciato la sede di Crown Heights fino alla morte nel 1994.

### Menachem Mendel Schneerson

Menachem Mendel Schneerson, il Lubavitcher Rebbe, mentre tiene un discorso a Brooklyn, New York (1987)

Subito dopo la nomina a Rebbe un anno dopo la morte del suocero, Menachem Mendel Schneerson cominciò a trasformare il movimento in una potente presenza nella vita ebraica. La sua politica di sviluppo portò alla creazione di istituti Chabad in più di 900 città del mondo. Ispirò molti dei suoi seguaci a dedicare la loro vita allo Chabad, parlando spesso dell'imminente redenzione messianica.
I suoi discorsi sull'arrivo del messia fecero emergere l'idea che il Rebbe stesse per rivelarsi quale messia. Tale credenza – inizialmente professata da Shalom Dov Wolpo in un suo libro del 1984 - divenne comune nel movimento durante gli anni finali di Schneerson. Questa credenza non è attualmente maggioritaria all'interno del movimento Chabad a livello mondiale, mentre molti degli esponenti Chabad presenti in Italia appartengono alla corrente meshichista (messianica) dei Lubavitcher.
La frammentazione del movimento in campi rivali non ha nociuto seriamente alle attività Chabad nel mondo – in realtà il movimento continua ad aprire nuove sedi regolarmente. Però la mancanza dell'autorità centrale nella persona del Rebbe ha portato a difficili controversie nell'ambito del movimento stesso con diverse fazioni in corsa per ottenere potere e controllo. A fine 2007 esistevano 3.300 istituti Chabad nel mondo. A fine 2006 esistevano centri Chabad in 75 nazioni.
La credenza meshichista all'interno di Chabad ha creato una forte opposizione all'interno del mondo ortodosso.

## Attività correnti

### Aderenti
Chabad è reputato come il terzo o quarto più grande movimento chassidico dell'ebraismo ortodosso in termini di quantità di aderenti. Esistono più di 200.000 membri del movimento, e fino ad un milione di ebrei partecipano alle funzioni Chabad per lo meno una volta all'anno.
A tutto il 2007 ci sono 3.300 istituti Chabad nel mondo. A tutto il 2006 esistono centri Chabad in 75 nazioni.

### Emissari
Negli anni 1950–1951, dopo esser diventato Rebbe e a seguito di un'iniziativa del sesto rebbe Yosef Yitzchok Schneersohn, Menachem Mendel Schneerson incitò il movimento a continuare l'opera di shlichus ("servire da emissari"). Come risultato, i shluchim ("emissari", sing. shliach) di Chabad girano per il mondo con la specifica missione di persuadere gli ebrei non osservanti ad adottare l'osservanza ebraica ortodossa. Assistono gli ebrei in tutte le loro necessità religiose ma anche in quelle materiali, spirituali e didattiche. Lo scopo ufficiale è quello di incoraggiare gli ebrei a mantenere la loro identità ebraica e praticare il Giudaismo.
Il movimento, motivato da Schneerson, ha formato e ordinato (Semicha) migliaia di rabbini, educatori, circoncisori (mohel): essi vengono poi accompagnati dalle loro spose in molte località del mondo. Usualmente un giovane rabbino Lubavitch e sua moglie, con uno o due figli, si trasferiscono in una nuova sede estera e si adoperano a realizzare la loro missione divulgativa, cercando di portare gli ebrei del posto ad aderire più profondamente all'ebraismo ortodosso incoraggiando anche i non-ebrei ad osservare le Sette Leggi di Noè. Una tale coppia di giovani emissari è stata uccisa durante l'attacco terrorista a Mumbai (India), nel novembre 2008.vedi sotto

### Case Chabad
Una Casa o Centro Chabad è un tipo di centro comunitario ebraico sotto gli auspici religiosi del movimento, spesso utilizzato come centro nevralgico di tutte le attività educative e assistenziali di un rabbino shliach (emissario) e dei suoi colleghi o associati in una data comunità. Fintanto che la comunità non riesce a finanziare la costruzione di un edificio per una Casa Chabad, la casa dello shliach è di fatto tale "Casa", col salone adibito a "sinagoga". Il termine "Casa Chabad (Chabad House)" venne coniato in California con la creazione del primo centro presso il campus dell'UCLA dietro iniziativa di Rabbi Shlomo Cunin.
I centri sono organizzazioni informali e servono soprattutto a scopi educativi e di osservanza religiosa. L'atmosfera è confortevole e si cerca di non creare imbarazzo a coloro che la frequentano e che non sono praticanti, evitando contrasti con chi ha invece una conoscenza approfondita ed è devoto osservante.

### Attività assistenziali

#### Campagne Mitzvah
I rebbe di Chabad hanno esortato tutti gli ebrei a richiamare gli ebrei non osservanti affinché adottino l'osservanza ortodossa asserendo che tale attività forma parte del processo utile al compimento del messianismo ebraico. Rabbi Menachem Mendel Schneerson incitò ognuno in questo modo: "Anche se non siete totalmente dediti ad una vita per la Torah fate qualcosa. Iniziate con una mitzvah - qualsiasi mitzvah – il suo valore non verrà diminuito dal fatto che ce ne siano altre che non siete disposti ad eseguire".
Schneerson suggerì anche dieci mitzvot specifiche che reputava fossero ideali per i suoi emissari da introdurre come insegnamento agli ebrei non osservanti. Chiamati "mivtzoim" – cioè "progetti" o "iniziative" - consistevano in: accendere le candele prima dello Shabbat e delle feste ebraiche da parte delle donne; indossare i tefillin per gli uomini; appendere una mezuzah; studiare regolarmente la Torah; dare la Tzedakah; comprare libri ebraici (Sefer o Siddur); mantenere la kashrut; gentilezza verso il prossimo; istruzione ebraica e osservare le leggi di niddah (purezza).
Inoltre Schneerson spronava alla preparazione per l'arrivo del messia ebraico in accordo con la sua filosofia. Scrisse spesso sulla responsabilità di dover raggiungere tutti gli ebrei e spargere amore e bontà implorando che tutti si convincessero sull'arrivo imminente del Messia, come spiegato da Maimonide. Asseriva che la redenzione veniva realizzata dagli ebrei attraverso le opere buone e che i non-ebrei dovevano venir istruiti sulle Leggi noachiche. Il movimento Chabad è stata una forza determinante nel disseminare la conoscenza di tali leggi. Il Rebbe affermò sempre l'importanza di istruire profondamente ogni bambino, ebreo e non ebreo.

#### Rappresentanze
Chabad ha organizzato un'estesa rete di centri per l'infanzia ("Rete Campeggi Gan Israel") in tutto il mondo, solitamente col nome Gan Israel, scelto da Schneerson per il primo "campo". Esistono 1.200 tali località per 210.000 bambini — la maggioranza dei quali non provengono da famiglie ortodosse. Di questi campi (o campeggi), 500 sono negli Stati Uniti.

#### Presenza nei Campus

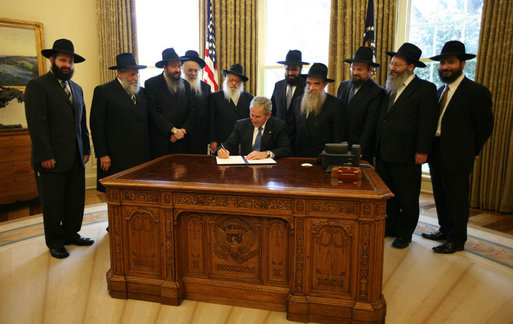
George W. Bush firma un trattato per l'istruzione scolastica tra i rabbini Chabad di tutto il mondo (15/04/2008)

Negli ultimi anni Chabad ha molto incrementato la sua presenza nelle università e collegi. Centri Studenteschi Chabad sono attivi in più di 100 campus e Chabad offre una moltitudine di iniziative in altre 150 università sparse in tutto il mondo. Il Professor Alan Dershowitz ha affermato che "La presenza Chabad nei campus accademici oggi è assolutamente cruciale" e "Non ci fermeremo fino a che Chabad non sarà presente in tutti i maggiori istituti accademici del mondo".

#### Pubblicazioni
La casa editrice Kehot Publication Society (di Chabad) pubblica e diffonde letteratura religiosa ebraica; ha anche tradotto i volumi del Sefer in 12 lingue fornendo libri a prezzi scontati, promuovendo maratone librarie.

### Raccolta di fondi
I fondi per le attività dei centri Chabad si basano sulle comunità locali. I centri Chabad non ricevono finanziamenti dalla casa madre di Lubavitch. Per le loro operazioni quotidiane emissari locali svolgono tutta la raccolta di fondi indipendentemente. Le somme raccolte nelle comunità locali vengono re-investite nelle stesse comunità. Gli emissari percepiscono uno stipendio minimo e raramente vanno in ferie. Sue Fishcoff scrive: "Emissari sul campo spendono milioni di dollari per il loro centro, le loro sinagoghe e bagni Mikvah ma le loro case sono modeste in emulazione della totale mancanza di ostentazione del loro Rebbe."

### Influenze
Chabad è stato il primo fautore post-bellico della corrente missionaria (Baal teshuva) che ha fatto conoscere la religione ebraica a molti ebrei assimilati in tutto il mondo. Lo Chabad è stato anche tra i primi ad usare il World Wide Web come strumento di ravvicinamento.
I membri dello Chabad hanno inoltre influenzato notevolmente l'intrattenimento ebraico. Il compositore e rabbino Shlomo Carlebach ha iniziato la sua opera assistenziale come rappresentante di Chabad (e in seguito se n'è allontanato); Avraham Fried è un altro membro Chabad.
Secondo Steven I. Weiss l'ideologia Chabad ha influenzato drammaticamente la pratica religiosa degli ebrei non chassidici, specialmente in merito a problemi assistenziali.

## Usi e Costumi
Chabad-Lubavitch ha pratiche specifiche, minhagim, che lo differenziano dagli altri gruppi chassidici. Per esempio non indossano il cappello di pelliccia comune tra gli altri chassidim. Fino agli anni cinquanta la maggioranza indossava il kasket russo; ora quasi tutti portano una fedora nera. Quasi tutti i chassidim Chabad americani pronunciano la lingua ebraica secondo il dialetto ebraico lituano. Però molti chassidim Chabad israeliani lo pronunciano secondo il dialetto moderno israeliano. Come molti altri gruppi chassidici lo Chabad dà molta importanza al canto di motivi chassidici nigunim, di solito senza parole e seguendo l'uso specifico dei loro capi religiosi.

## Controversie
Rabbi Shneur Zalman di Liadi si oppose alla conquista napoleonica della Russia. Il comportamento del sesto rebbe Rabbi Yosef Yitzchok Schneersohn durante la seconda guerra mondiale fu criticato da alcuni studiosi e dai suoi contemporanei. Alcune interpretazioni teologiche del settimo rebbe, Rabbi Menachem Mendel Schneerson, sono state causa di forti dibattiti. Il messianismo Chabad, la credenza che Schneerson sia il messia e che ritornerà o che non è mai morto, ha causato conflitti interni alla comunità Chabad dopo la sua morte nel 1994. Dispute finanziarie sono state anche centro di controversie dal 1995, come per esempio il controllo del quartier generale di Brooklyn.

## Onomastica
Nell'opera originaria chassidica Tanya Shneur Zalman di Liadi definisce "Chabad Hasidism" con "מוח שליט על הלב" ("controllo della mente sul cuore/sulle emozioni"). Il Chassidismo Chabad considera che ciò lo rende fondamentalmente diverso dalle altre forme di Chassidismo che vengono chiamate "Chagas"; tale acronimo si riferisce agli attributi emotivi di  Chesed ("gentilezza"),  Gevurah ("potenza"), e  Tifereth ("bellezza") e implica che, in maniera relativa, gli altri gruppi chassidici pongono meno enfasi sulla comprensione intellettiva della filosofia chassidica di quanto non insegni lo Chabad.

### Chabad
Chabad viene a volte scritto Habad in altre lingue a seconda delle fonetiche equivalenti. Così, per esempio, Jabad è la forma resa in lingua spagnola, particolarmente importante per gli ebrei dell'America Latina, specie per l'Argentina che ha la più grande concentrazione di ebrei di lingua spagnola nel mondo e quindi una notevole comunità Lubavitch.

### Ljubaviči
Ljubaviči è una cittadina dell'oblast' Smolensk, in Russia. Il nome della città significa "città dell'amore," e il rabbino Menachem Mendel Schneerson affermò che questo nome simboleggiava l'amore e il calore umano del movimento. Il movimento fu fondato a Liozna, poi si spostò a Ljady, ma venne trasferito a Ljubaviči dopo le guerre napoleoniche e rimase là per 102 anni. Nel Chassidismo una dinastia prende il suo nome dalla città dell'Europa orientale dove si basava.

## Tragedia di Mumbai (India)

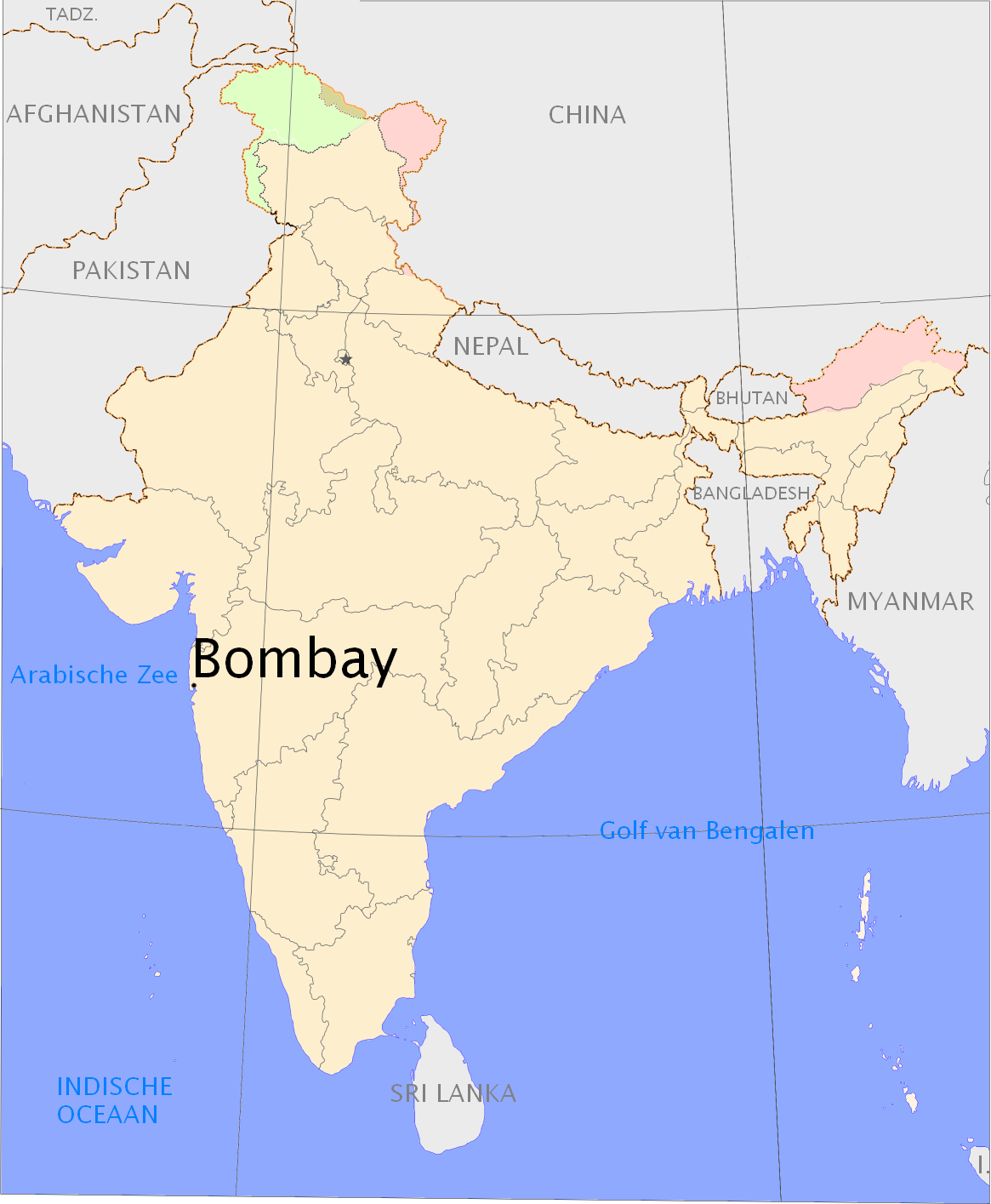
Posizione di Bombay (Mumbai) in India.

novembre 2008—Il rabbino Gabriel Noach (29 e sua moglie Rivka (28) Holzberg, gli emissari di Chabad a Mumbai, in India, sono stati crudelmente trucidati nel corso di un attacco terroristico di grandi proporzioni nel quale hanno perso la vita più di 170 persone (con 294 feriti), fra le quali almeno 6 ebrei e un italiano.
Rivka è stata ritrovata già coperta da un Tallit che suo marito le ha probabilmente steso sul corpo. Secondo i medici è stata ammazzata all'inizio dell'assedio. Il rabbino Noach invece è stato trovato in uno dei piani superiori dell'edificio, assieme ad altre due vittime (rav Leib Taitelbaum e rav Benzion Korman) con un libro di Torah aperto; a detta dei medici è stato ucciso poco prima della liberazione della struttura da parte dei commando NSG.
Nell'edificio sono stati ritrovati i corpi di altre due donne, legate con fili telefonici. L'edificio della Nariman House, adibito a centro Chabad dalla giovane coppia, ha subito danni ingenti. Il palazzo dovrà essere probabilmente demolito poiché la struttura è pericolante e l'interno distrutto. L'ufficio centrale di Chabad ha costituito un fondo per ricostruire il centro Chabad. Un'altra coppia di emissari si è già trasferita a Mumbai per continuare il lavoro. I volontari di Zaka, un ente ebraico di assistenza in caso di tragedie di questo genere, hanno trascorso l'intero Shabbat nell'edificio, al buio, senza mangiare né dormire, custodendo i corpi per impedire che vi venisse effettuata l'autopsia come avrebbe voluto la polizia locale. I funerali si sono poi svolti in Israele.
Il Chabad ha ricevuto le condoglianze di tutto il mondo incluse quelle del futuro Presidente degli Stati Uniti, Barack Obama, che ha scritto al direttore del movimento a Chicago: "Nel rimpiangere e ricordare coloro che abbiamo perso, sappiate che tutti gli americani condividono i vostri dolore e sofferenza. Possa il loro ricordo essere una benedizione."